# Sam Sing Kung Temple (Sandakan)

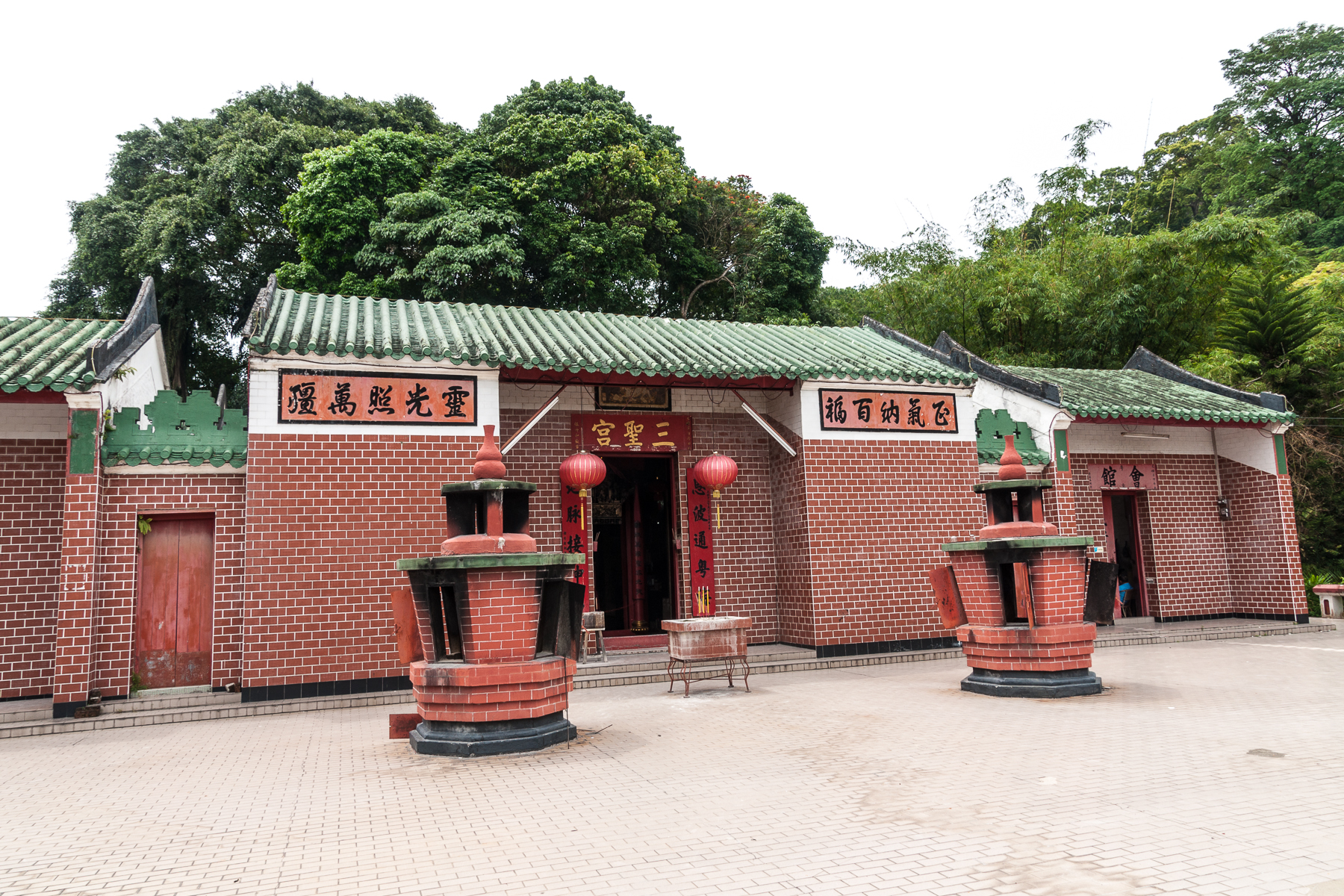
Der Sam Sing Kung-Tempel

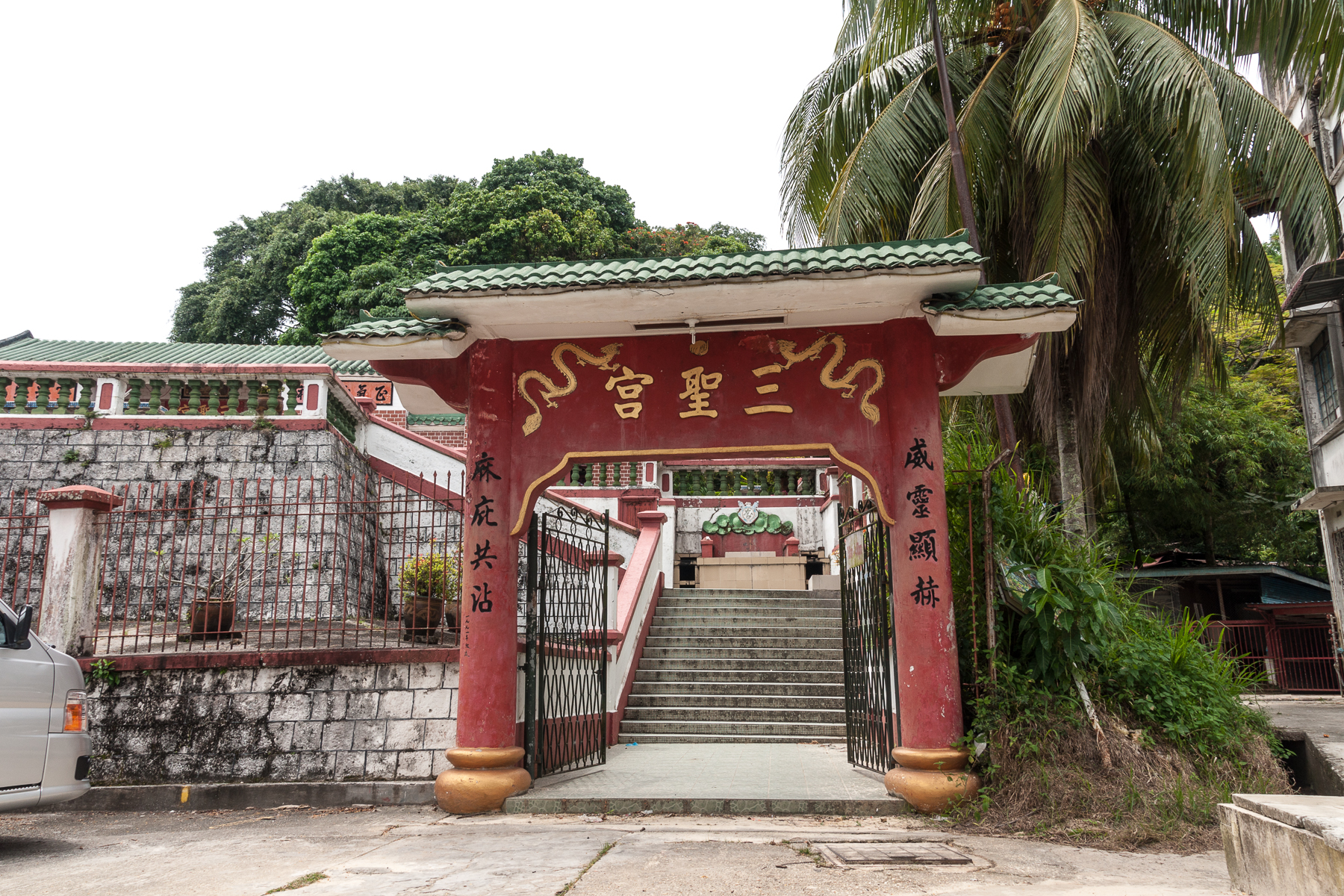
Zugang zum Tempel von der Jalan Padang aus

Sam Sing Kung Temple (dtsch. Sam-Sing-Kung-Tempel), manchmal auch als Sham Shing Kung Temple referenziert, ist ein chinesischer Tempel in der malaysischen Stadt Sandakan im Norden von Borneo. Er ist den Gottheiten Lui Bei, Guan Gong und Zhang Fei geweiht. Der Tempel ist außerdem Teil des Sandakan Heritage Trails, einem „Denkmalpfad“, der die historischen Sehenswürdigkeiten Sandakans verbindet.

## Lage
Der Tempel liegt im historischen Zentrum der Stadt, zwischen dem Sport- und Versammlungsplatz (town padang) und dem Sandakan Recreation Club. Bevor der padang durch Aufschüttung des Uferbereichs dem Meer abgetrotzt wurde, lag der Tempel direkt an der See.

## Geschichte
Mit dem Bau des Tempels wurde im Jahr 1885 begonnen. Die Fertigstellung und Weihe fand 1887 statt. Er war das religiöse Zentrum der Hakka, Teochew, Kantonesen und Hainan-Chinesen aus der Provinz Guangdong. Die hier verehrten Gottheiten Liu Bei, Guan Yu und Zhang Fei sind Helden aus dem Roman Die Geschichte der Drei Reiche.
Im gesellschaftlichen Leben der chinesischen Gemeinde Sandakans spielte der Tempel eine bestimmte Rolle bei großen Ereignissen wie etwa dem Chinesischen Neujahrsfest. So versammelten sich die Tänzer der Drachen- und Löwenmasken vor den Darbietungen vor dem Tempel, um den Gottheiten ihren Respekt zu zeigen.

## Beschreibung des Tempels
Der Tempel beherbergt eine Bronzeglocke, die dem ersten kapitan cina Fung Ming Shan gehörte. Bemerkenswert ist, dass die chinesischen Schriftzeichen auf der Glocke, die das Wort „Sandakan“ formen, auf Chinesisch als Xian Da Gang zu lesen sind, was etwa mit „Hafen, an dem die Feen an Land gehen“ zu übersetzen ist.